# EDEKA

EDEKAのロゴ

EDEKAグループ（エデカグループ、通称EDEKA）はドイツ北部、ハンブルクに拠点を置くディスカウントスーパーマーケットを統括しているグループである。ドイツの7つの地域における卸売業とその上場企業（支店）、地域商社9つとの、協同組合で組織され、生産から販売までを自社で補っている。ドイツにおける店舗数は第一位のシェアである。またディスカウントストア「Netto」もグループの傘下である。

## 歴史
1898年、ベルリンにてE.d.K（乾物卸売販売業者、独: Einkaufsgenossenschaft der Kolonialwarenhändler）として発足。その後ドイツの商業協同組合への申請のため、他の23の業者と共に1907年10月21日のライプツィヒのホテル「Hôtel de Pologne」にて合併され1907年11月25日にはEdeka Zentrale AG & Co. KG。株式会社（Gmbh）として設立。
1908年の全国協同組合総会で名称を「Edeka」と統一、1918年に正式な協同組合として認可されると、加盟商店は急速に拡大した。第二次大戦後の1945年には占領区分の影響を受け、本部をハンブルクに再設置し西側ドイツでの再建を進めた。
1952年、東独側の協同店網を整理・解散し、西独７卸連合体を軸に近代的セルフサービス店舗への転換を推進。1963年には欧州食品協同連合（UGAL）に加盟、1978年には百貨店ホルテン内へのインショップ契約を締結するなど、都市型小型店から大型総合スーパーまで業態を多様化させた。
1990年代はドイツ再統一と単一欧州市場の成立を受けて東部州へ出店を加速し、2005年には卸大手SPARとディスカウント「Netto Marken-Discount」を買収、協同組合本部‐卸‐小売の垂直統合体制をさらに強化した。
2016年には老舗チェーン「Kaiser's Tengelmann」の店舗約450店を取得する計画が連邦カルテル庁の審査対象となり、2016年12月の条件付き承認を経て17年以降段階的に店舗を編入した。
2021年1月、残存10 %を買い取りNettoを完全子会社化。ディスカウント業態の収益力を取り込むとともに、プライベートブランドと生鮮加工センターを拡充した。
2024年度の連結売上高は過去最高の753億ユーロ（前年比+6.5 %）に達し、約13,000店・35万名体制でドイツ食品小売シェア首位を維持。再生可能エネルギー利用、包装廃棄物削減、デジタル物流最適化を柱とする「EDEKA Verbund 2025」戦略を掲げ、協同組合モデルを軸に国内外サプライチェーンの持続可能化を進めている。